# Каракумский пробег
Караку́мский пробе́г (также Автопробег 1933 года «Москва—Каракумы—Москва») — известный автомобильный пробег, который проходил в СССР с 6 июля по 30 сентября 1933 года. Инициатором грандиозного мероприятия – сверхдальнего автопробега – выступил АВТОДОР, добровольное Общество содействия автомобилизации и дорожному строительству в РСФСР, которое возглавлял видный экономист (руководивший в своё время Госпланом и Госстатом), ответственный редактор журнала «За рулём» Николай Осинский .
В пробеге участвовали 96 человек на 23 автомобилях, из которых шесть легковых ГАЗ-А, шесть грузовых полуторатонных ГАЗ-АА, два опытных образца трёхосных ГАЗ-ААА, четыре 2,5-тонных грузовика АМО-3 (выкрашенных в голубую краску для лучшего отражения лучей солнца), три импортных трёхосных Ford-Timken, одна экспериментальная трёхоска НАТИ-ГАЗ  и один капитально отремонтированный заводом ВАРЗ грузовик Ford-AA.

## Участники экспедиции
Александр Мирецкий командир пробега. В состав экспедиции входили конструкторы, испытатели, механики, инженеры, начальники заводских цехов и, разумеется, учёные – профессора Р.И. Аболин, Н.С. Ветчинкин,  В.Э. Гаэль, И.П. Петров, Л.Н. Шендерович. А возглавлял научные исследования экономист-географ Борис Семевский . В число участников включили писателей, журналистов, кинодокументалистов, призванных запечатлеть подвиг граждан Страны Советов. Лоскутов Михаил Петрович   вошел в состав экспедиции как журналист среднеазиатской радиогазеты, для репортажей не более 70 слов в день , его заметки с автопробега переросли в книгу, впоследствии необоснованно репрессирован    .  Лазарь Бронтман - сотрудник «Правды», писавший  под псевдонимом Лев Огнев. Габриэль Уреклян корреспондент «Известий». Роман Кармен  кинорежиссер, кинооператор, результатом его работы в экспедиции стали документальная лента «Москва-Каракумы-Москва»   и книга «Автомобиль пересекает пустыню»  .  Георгий Константинович Линда - сын  Константина Павловича Линда, водитель-испытатель Московского автозавода, впоследствии необоснованно репрессирован . Вице-командор пробега и председатель технической комиссии Н.Д. Эхт . Главный редактор воронежской областной газеты «Коммуна» А.В. Швер, заведующий производственным отделом  Чаров и спецкор Б.А. Дьяков  .

## Маршрут

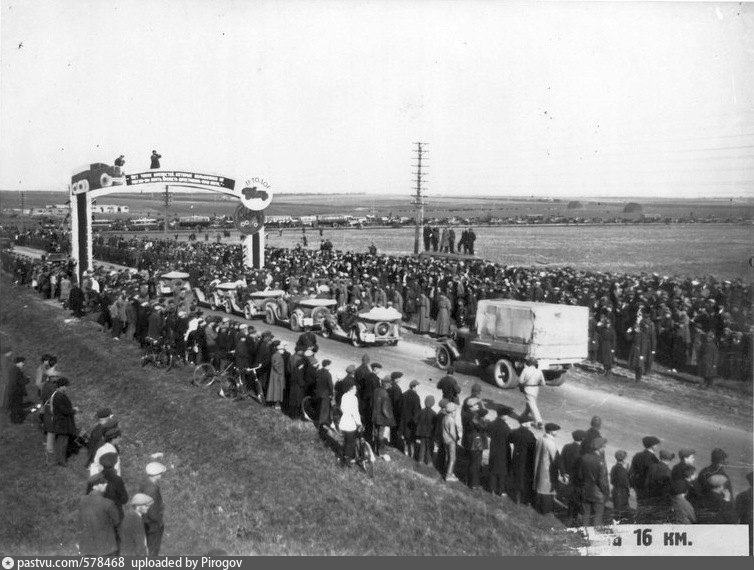
Финиш Каракумского автопробега на 16-м километре Серпуховского шоссе

Маршрут проходил по 19 республикам бывшего СССР, краям и областям : Москва (от Автозавода имени Сталина) — Горький — Чебоксары  — Казань — Самара - Бузулук - Оренбург — Актюбинск (Актобе) — Иргиз - Аральское море (Аральск) - Казалинск - Карамакиш -  Кызыл Орда - Туркестан - Чимкент - Черняевка -   Ташкент — Пскент - Хилково - Уратюбе - Самарканд — Бухара — Чарджуй (Чарджоу, Туркменабат)- Ургенч - Хива —  пустыня Кара-Кум — Красноводск (Туркменбашы) — переправа через Каспийское море — Баку - Нуха — Тифлис (Тбилиси) — Орджоникидзе (Владикавказ) — Пятигорск - Армавир - Ростов-на-Дону  - Артемов —  Харьков   — Воронеж —  Елец - Курск - Орел -  Тула — Москва   .
Весь путь составил 9375 км (по официальным данным хроники 9500 км), из них: шоссейные дороги — 2271 (24,1 %), грунтовые профилированные — 1320 км (14,1 %), грунтовые непрофилированные — 4381 км (49,8 %), полное бездорожье по пескам пустыни Каракумы  — 1203 км (12,0 %). 
На пробег было затрачено 2062 часа (86 суток), из них: стоянки — 1216 часа, в пути 946 часов. Время в пути состояло из движения — 432 часа (20,8 % от всего времени пробега) и остановок — 414 часов. Средняя техническая скорость — 21,7 км/ч, средняя пробега — 4,5 км/ч.
В среднем в сутки автомобили проходили 108 км. Большое время остановок и низкая общая скорость объяснялась прежде всего проведением многочисленных митингов в городах и населённых пунктах. Улицы украшались флагами и лозунгами типа «Привет участникам автопробега!»
Цель пробега — изучить выносливость автомобилей в тяжёлых эксплуатационных условиях, испытать отечественные шины из натурального и синтетического каучука.
Испытывались шины новой конструкции «Сверхбаллон», разработанной в НИИРП, усовершенствованные системы электрооборудования и воздухоочистителей, пригодные для работы в условиях песчаной пустыни. Исследовалось проходимость разных типов автомобилей в различных дорожных условиях, изучались перспективы освоения Каракумской пустыни.

## Автомобили-участники пробега
В пробеге принимали участие 23 автомобиля. Из них 6 зарубежного производства, но советской сборки или ремонта. Ниже в таблице представлены все автомобили, их марки, стартовые номера и особенности:
| Стартовый номер | Марка и модель автомобиля | Изготовитель | Конструктивные особенности                           |
| --------------- | ------------------------- | ------------ | ---------------------------------------------------- |
| № 1             | ГАЗ-А                     | ГАЗ          | шины опытной конструкции «Сверхбаллон»               |
| № 2             | ГАЗ-А                     | ГАЗ          | шины усиленного типа                                 |
| № 3             | ГАЗ-А                     | ГАЗ          | шины опытной конструкции «Сверхбаллон»               |
| № 4             | ГАЗ-А                     | ГАЗ          | шины опытной конструкции «Сверхбаллон»               |
| № 5             | ГАЗ-А                     | ГАЗ          | -                                                    |
| № 6             | ГАЗ-АА                    | ГАЗ          | -                                                    |
| № 7             | ГАЗ-АА                    | ГАЗ          | -                                                    |
| № 8             | ГАЗ-АА                    | ГАЗ          | шины опытной конструкции «Сверхбаллон»               |
| № 9             | ГАЗ-АА                    | ГАЗ          | -                                                    |
| № 10            | Ford Model AA             | ВАРЗ         | -                                                    |
| № 11            | Ford Model AA             | 1-й ГАРЗ     | -                                                    |
| № 12            | Ford-Timken               | 1-й НАСЗ     | Грузовик с колесной формулой 6 × 4                   |
| № 13            | Ford-Timken               | 1-й НАСЗ     | Грузовик с колесной формулой 6 × 4                   |
| № 14            | Ford-Timken               | 1-й НАСЗ     | Грузовик с колесной формулой 6 × 4                   |
| № 15            | ГАЗ-ААА                   | ГАЗ          | Опытный образец с колесной формулой 6 × 4            |
| № 16            | ГАЗ-ААА                   | ГАЗ          | Опытный образец с колесной формулой 6 × 4            |
| № 17            | АМО-3                     | ЗИС          | -                                                    |
| № 18            | АМО-3                     | ЗИС          | -                                                    |
| № 19            | АМО-3                     | ЗИС          | -                                                    |
| № 20            | АМО-3                     | ЗИС          | -                                                    |
| № 21            | ГАЗ-А                     | ГАЗ          | шины опытной конструкции «Сверхбаллон»               |
| № 22            | ГАЗ-АА                    | ГАЗ          | -                                                    |
| № 23            | Форд-НАТИ-30              | ГАЗ          | Опытный автомобиль 6 × 4 с червячным приводом мостов |

## Пробег 1977 года
В 1977 году был совершён пробег по тому же маршруту на автомобилях ВАЗ: участвовали 2 автомобиля ВАЗ-2106 и 2 автомобиля ВАЗ-2121 «Нива». Однако непосредственно через пустыню Каракумы шли только «Нивы», а ВАЗ-2106 объехали этот участок по шоссе.